# Nashville (Illinois)
Nashville is een plaats (city) in de Amerikaanse staat Illinois, en valt bestuurlijk gezien onder Washington County.

## Demografie
Bij de volkstelling in 2000 werd het aantal inwoners vastgesteld op 3147. In 2006 is het aantal inwoners door het United States Census Bureau geschat op 3077, een daling van 70 (-2,2%).

## Geografie
Volgens het United States Census Bureau beslaat de plaats een oppervlakte van 7,1 km², waarvan 6,9 km² land en 0,2 km² water. Nashville ligt op ongeveer 158 m boven zeeniveau.

## Plaatsen in de nabije omgeving
De onderstaande figuur toont nabijgelegen plaatsen in een straal van 20 km rond Nashville.